# Sucralose
Le sucralose est un édulcorant artificiel intense, découvert en 1976. Il a un pouvoir sucrant 600 à 650 fois plus élevé que le sucre. Il est commercialisé en France sous les noms commerciaux de « Canderel » ou « Aqualoz ». Il est synthétisé à partir d'une chloration sélective du saccharose.
Le sucralose est un additif alimentaire, autorisé par la Commission européenne. Il est utilisé dans les aliments sans ajouts de sucres, ou à valeur énergétique réduite. Il est employé pour « sucrer » différentes familles d'aliments comme les produits de boulangerie, les desserts, les glaces, les produits laitiers, les céréales du petit déjeuner et les confiseries. Il figure dans la liste des ingrédients sous le numéro E955. Au contraire de l'aspartame, il est stable à la chaleur et à pH acide et peut être utilisé dans les produits alimentaires cuits ou de longue durée de consommation. Non digéré par le métabolisme humain, le sucralose est non calorigène et ne favorise pas la formation de carie dentaire.[réf. nécessaire] Toutefois, certaines recherches récentes pointent d'autres types de risques pour la santé en cas de consommation importante.

## Historique

### Découverte
Le sucralose a été découvert en 1976 par les scientifiques de Tate & Lyle PLC lors d’une étude collaborative avec les chercheurs du Queen Elizabeth College (King's College de Londres). Ces scientifiques recherchaient la relation entre la structure et le goût de la molécule de sucre. En modifiant la structure du sucre, ils ont découvert qu'ils pouvaient intensifier le goût sucré tout en le rendant non calorique. Le sucralose fut breveté en 1979.

### Approbation
Son utilisation a été approuvée pour la première fois au Canada (où il a été quelquefois commercialisé sous le nom de « Splenda ») en 1991. Il a été approuvé ensuite en Australie en 1993, en Nouvelle-Zélande en 1996, aux États-Unis en 1998, dans l’Union européenne en 2004, en Suisse en 2006. Il est aujourd'hui[Quand ?] autorisé dans plus de 80 pays.

## Structure et propriétés

### Structure
Le sucralose est un trichlorosaccharose, il a pour base la structure du saccharose (sucre blanc, aussi appelé « sucrose » en anglais) dont trois groupes hydroxyle ont été substitués par trois atomes de chlore. Sa formule chimique est C12H19Cl3O8.

### Propriétés physiques
Le sucralose se présente sous une forme solide (poudre) blanche et inodore.
Sa température de fusion est de 130 °C.
Le sucralose est facilement soluble dans l'eau, le méthanol et l'éthanol et légèrement soluble dans l'acétate d'éthyle.

### Propriétés chimiques
Le sucralose est plus stable à la chaleur que l’aspartame, son goût sucré résiste à la cuisson même au-delà de 200 °C, ainsi que dans une large gamme de pH (il peut être mélangé avec d'autres ingrédients, même très acides). Cependant, il s'hydrolyse très lentement en solution aqueuse (0,3 % en six mois à pH 3 et à 20 °C) en oses chlorés, le 4-chloro-4-déoxygalactose (4-CG) et le 1,6-dichloro-1,6-dideoxyfructose (1,6-DCF). Il est beaucoup plus stable sous forme liquide ou lorsqu’il est mélangé avec de la maltodextrine.

### Pouvoir sucrant
Le sucralose a un pouvoir sucrant 600 à 650 fois supérieur au saccharose à masse égale, soit deux fois plus que la saccharine et trois fois plus que l’aspartame. À nombre de molécules égal, il a un pouvoir sucrant 1 160 fois plus intense que le saccharose. Le sucralose présente une saveur sucrée prolongée dans le temps et ne possède pas d'arrière-goût amer.

### Autres propriétés
Le sucralose est non calorigène.

## Production et commercialisation
Le sucralose ayant un pouvoir sucrant beaucoup plus important que le sucre, il est utilisé en faibles quantités dans les produits. De manière à imiter la texture et le volume du sucre, et ainsi faciliter son usage et son dosage, on le mélange avec des agents de charge (comme la maltodextrine) ou des édulcorants de charge (polyol) qui permettent d'apporter de la consistance. Le sucralose, mélangé avec de la maltodextrine, est distribué au niveau international par McNeil Nutritionals sous la marque « Splenda » (non commercialisé en France).

### Synthèse
Le sucralose est produit par synthèse grâce à une chloration sélective du saccharose, par laquelle trois des groupes hydroxyle du saccharose sont substitués par des atomes de chlore pour produire du 1,6-dichloro-1,6-dideoxy-β-D-fructo-furanosyl 4-chloro-4-deoxy-α-D-galactopyranoside.

### Production
Tate & Lyle a commencé à fabriquer le sucralose dans une usine située à McIntosh, Alabama. Un deuxième site de fabrication a officiellement ouvert en 2008 à Singapour. En mai 2008, l'entreprise Fusion Nutraceuticals (entreprise suisse) en partenariat avec Alkem (entreprise pharmaceutique indienne), a lancé une marque de sucralose concurrente appelée « SucraPlus » en Europe. Cet édulcorant est produit en Inde, en utilisant la même technologie décrite dans le brevet expiré de Tate & Lyle.
Le prix du sucralose a baissé de deux tiers depuis 2005 passant de 350 $/kg à tout juste 100 $/kg en 2010, et la tendance est toujours à la baisse. En valeur, le sucralose est en tête avec 44 % de part de marché global des édulcorants intenses, devant la stévia (38 %), la saccharine (9 %) et l'aspartame (9 %).

### Commercialisation
En France, le sucralose est disponible au grand public en grande surface depuis 2011 sous la marque « Canderel » (Mérisant) et en pharmacie depuis 2009 sous la marque « Aqualoz ».
Les produits de la marque Splenda ont été retirés de la vente au grand public pour cause de rentabilité insuffisante en 2009. La marque Splenda continue cependant de commercialiser le sucralose auprès des professionnels de l’hôtellerie et de la restauration, en concurrence avec la marque Canderel arrivée sur le marché français en 2011.
Le sucralose est également vendu pur, principalement pour usage professionnel en grandes quantités.

## Utilisations
Le sucralose peut être utilisé comme édulcorant intense dans des denrées alimentaires devant être cuites au four ou dans des denrées à longue durée de conservation (E955). Il est principalement utilisé pour son absence de calorie (dans le cadre de régulation du poids par exemple). Ceci est d'autant plus vrai que sa capacité à résister à la cuisson lui permet d'entrer dans la composition de recettes en réduisant leur apport énergétique.
L’utilisation de sucralose est autorisée depuis 2004, dans l’Union européenne, dans les produits suivants (liste non exhaustive) :
- boissons (alcoolisées ou non) ;
- desserts, gâteaux et pâtisseries ;
- laitages ;
- confiseries ;
- moutarde.

Aux États-Unis, l'utilisation du sucralose est autorisée dans tous les aliments en respectant les bonnes pratiques de fabrication (BPF) et les sucrettes.

## Santé

### Tests, études et sécurité
Comme tous les additifs alimentaires, le sucralose a été testé par les agences de contrôle.
En Europe, le Comité scientifique de l'alimentation humaine (ancienne Autorité européenne de sécurité des aliments) a approuvé son utilisation et établi son innocuité en mars 2000. Le sucralose est considéré depuis décembre 1989 comme non cancérogène et sans potentiel génotoxique. Il est considéré comme non-mutagène depuis 2000. Le Comité scientifique de l'alimentation humaine a également confirmé que la consommation de sucralose est sans risque sur le développement fœtal ou la reproduction. Il peut être consommé par tous : enfants de plus de 3 ans, adultes, personnes âgées, femmes enceintes.
85 % du sucralose ingéré n'est pas métabolisé et est, ainsi, directement éliminé par l'organisme. Les 15 % restants sont ensuite traités par les mécanismes du corps humain (reins, urine, etc.). Au terme de ce parcours, le sucralose est totalement, ou presque, éliminé de l'organisme.
Aux États-Unis, les résultats de plus de 110 études conduites sur des animaux ont été étudiés par la Food and Drug Administration (FDA) avant de donner son approbation pour ce produit. La FDA a également énoncé qu'aucune toxicité n'a été démontrée dans aucune des études à long terme sur le sucralose et qu'il ne provoquait pas de toxicité maternelle ou fœtale. L'Institut national du cancer américain a confirmé que le sucralose n'était pas cancérogène.
En 2013, un rapport sur les différents effets du sucralose est publié par Susan S. Schiffman et Kristina I. Rother, démontrant que le sucralose n'est pas une molécule inerte, avec de potentiels effets toxiques sur le corps avec des sous-produits toxiques lorsqu'il est chauffé. Toutefois, les résultats de cette étude n'ont pas conduit les autorités sanitaires européennes à anticiper le processus de réévaluation de l'innocuité du sucralose, prévu d'ici 2020 et qui prendra en compte l'ensemble des nouvelles publications scientifiques.
Le sucralose a une dose journalière admissible (DJA) de 0 à 15 mg/kg de masse corporelle établie en 1990 par la JECFA et la dose tolérable (NOAEL) est fixée de 0 à 15 mg/kg de masse corporelle par jour.
Selon une étude parue en mars 2022, les gros consommateurs de sucralose auraient un risque accru de développer un cancer. Ainsi, « Ceux qui se trouvent au-delà de la médiane de consommation [17,44 mg/j pour les hommes et 19 mg/j pour les femmes, ndlr] ont un risque accru de cancer de 13 % comparé aux non consommateurs. » (remarque par rapport à cette citation : il convient de lire : « mg/kg/j » et non « mg/j », ce qui est fondamentalement différent) selon la chercheuse en épidémiologie à l'Inserm, Mathilde Touvier.
Selon une étude toxicologique in vitro publiée le 29 mai 2023, la dose de sucralose présente dans une boisson édulcorée par jour dépasserait le seuil de genotoxicité établi par le Threshold of Toxicological Concern, soit 0,15 µg/personne/jour. Le sucralose active les gènes associés à l'inflammation, le stress oxidatif et le cancer. Les mesures de perméabilité de la barrière épithéliale du colon transverse (Transepithelial electrical resistance, TEER) indique une dégradation de l'intégrité de la barrière intestinale, ce qui est une raison supplémentaire pour entretenir une inflammation chronique.
Certains articles sont plus nuancés quant à l'innocuité du sucralose :
- il n'y a pas encore suffisamment d'études sur l'être humain pour être assuré de son innocuité ;
- si certaines études sur des animaux ont montré qu'à forte dose, les édulcorants peuvent entraîner une réduction de la taille du thymus (système immunitaire) et une altération de la flore intestinale[36]. Aux doses utilisées en alimentation humaine, le sucralose réduit le nombre de bactéries digestives, avec une suppression plus grande des souches bénéfiques (lactobacilles et bifidobactéries) que des bactéries plus nocives (entérobactéries). Le nombre total de ces bactéries ne revient pas à la normale au bout de trois mois d'arrêt du sucralose[29] D'autres études ont démontré que le sucralose n'entraîne pas la production de métabolites toxiques par la flore intestinale. Il présente une bonne tolérance digestive et ne provoque ni gaz ni ballonnement[5],[26].

### Bénéfices
Le sucralose possède les mêmes bénéfices que les autres édulcorants, ils sont :
- non calorigènes ;
- non insulinodépendants (diabète) ;
- non cariogènes.

Le sucralose, contrairement au sucre, n'apporte pas d'énergie. Il peut être consommé dans le cadre d'un régime alimentaire équilibré et permet, en substitution du sucre, de réduire les apports caloriques.
Il peut être consommé sans risque par les personnes diabétiques, de type 1 ou 2, car il n'affecte ni la glycémie ni la sécrétion d'insuline. Il ne provoque pas non plus d'insulino-résistance,. D'après une allégation de santé validée par l'Autorité européenne de sécurité des aliments (AESA)[non neutre], il présente même un intérêt dans la réduction de la glycémie post-prandiale, en substitution du sucre et des produits sucrés.
Le sucralose est d'autre part non cariogène. L'AESA a validé une allégation de santé spécifiant que « la consommation d'aliments/boissons contenant du sucralose à la place du sucre contribue au maintien de la minéralisation des dents ».